# Bóng đá tại Thế vận hội Mùa hè 2020 - Nam (Bảng C)
Bảng C của giải bóng đá nam tại Thế vận hội Mùa hè 2020 đang diễn ra từ ngày 22 đến ngày 28 tháng 7 năm 2021 ở Sân vận động Miyagi của Rifu, sân vận động Saitama của Saitama và Sapporo Dome của Sapporo. Bảng này bao gồm Argentina, Úc, Ai Cập và Tây Ban Nha. Hai đội đứng đầu sẽ giành quyền vào vòng đấu loại trực tiếp.

## Các đội tuyển
| Vị trí bốc thăm | Đội tuyển   | Nhóm | Liên đoàn | Tư cách của vượt qua vòng loại                                  | Ngày của vượt qua vòng loại | Tham dự Thế vận hội | Tham dự cuối cùng | Thành tích tốt nhất lần trước |
| --------------- | ----------- | ---- | --------- | --------------------------------------------------------------- | --------------------------- | ------------------- | ----------------- | ----------------------------- |
| C1              | Ai Cập      | 3    | CAF       | Vô địch Cúp bóng đá U-23 các quốc gia châu Phi 2019             | 22 tháng 11 năm 2019        | 12 lần              | 2012              | Hạng 4 (1928, 1964)           |
| C2              | Tây Ban Nha | 2    | UEFA      | Vô địch Giải vô địch bóng đá U-21 châu Âu 2019                  | 30 tháng 6 năm 2019         | 11 lần              | 2012              | Huy chương vàng (1992)        |
| C3              | Argentina   | 1    | CONMEBOL  | Vô địch Giải bóng đá nam Thế vận hội Mùa hè 2020 khu vực Nam Mỹ | 9 tháng 2 năm 2020          | 9 lần               | 2016              | Huy chương vàng (2004, 2008)  |
| C4              | Úc          | 4    | AFC       | Hạng 3 Giải vô địch bóng đá U-23 châu Á 2020                    | 25 tháng 1 năm 2020         | 8 lần               | 2008              | Hạng 4 (1992)                 |

## Bảng xếp hạng
| VT | Đội         | ST | T | H | B | BT | BB | HS | Đ | Giành quyền tham dự |
| -- | ----------- | -- | - | - | - | -- | -- | -- | - | ------------------- |
| 1  | Tây Ban Nha | 3  | 1 | 2 | 0 | 2  | 1  | +1 | 5 | Tứ kết              |
| 2  | Ai Cập      | 3  | 1 | 1 | 1 | 2  | 1  | +1 | 4 | Tứ kết              |
| 3  | Argentina   | 3  | 1 | 1 | 1 | 2  | 3  | −1 | 4 |                     |
| 4  | Úc          | 3  | 1 | 0 | 2 | 2  | 3  | −1 | 3 |                     |

Trong tứ kết,
- Đội nhất bảng C sẽ giành quyền để thi đấu với đội nhì bảng D.
- Đội nhì bảng C sẽ giành quyền để thi đấu với đội nhất bảng D.

## Các trận đấu

### Ai Cập v Tây Ban Nha
| Ai Cập | 0–0                              | Tây Ban Nha |
| ------ | -------------------------------- | ----------- |
|        | Chi tiết (TOCOG) Chi tiết (FIFA) |             |

| Ai Cập | Tây Ban Nha |

| GK               | 1  | Mohamed El Shenawy   |     |       |
| CB               | 18 | Mahmoud Hamdy        |     |       |
| CB               | 6  | Ahmed Hegazi (c)     | 78' |       |
| CB               | 4  | Osama Galal          | 89' |       |
| RWB              | 13 | Karim El Eraki       |     | 89'   |
| LWB              | 20 | Ahmed Abou El Fotouh | 5'  |       |
| CM               | 15 | Emam Ashour          |     | 63'   |
| CM               | 12 | Akram Tawfik         |     |       |
| RF               | 9  | Taher Mohamed        | 44' | 62'   |
| CF               | 14 | Ahmed Yasser Rayyan  |     | 63'   |
| LF               | 10 | Ramadan Sobhi        |     | 90+3' |
| Cầu thủ dự bị:   |    |                      |     |       |
| FW               | 11 | Ibrahim Adel         |     | 62'   |
| FW               | 7  | Salah Mohsen         |     | 63'   |
| MF               | 2  | Amar Hamdy           |     | 63'   |
| MF               | 3  | Karim Fouad          |     | 89'   |
| DF               | 17 | Ahmed Ramadan        |     | 90+3' |
| Huấn luyện viên: |    |                      |     |       |
| Shawky Gharieb   |    |                      |     |       |

| GK                | 1  | Unai Simón        |  |       |
| RB                | 2  | Óscar Mingueza    |  | 23'   |
| CB                | 12 | Eric García       |  |       |
| CB                | 4  | Pau Torres        |  |       |
| LB                | 20 | Juan Miranda      |  |       |
| CM                | 10 | Dani Ceballos (c) |  | 45+1' |
| CM                | 8  | Mikel Merino      |  | 68'   |
| CM                | 16 | Pedri             |  |       |
| RF                | 7  | Marco Asensio     |  | 68'   |
| CF                | 11 | Mikel Oyarzabal   |  | 68'   |
| LF                | 19 | Dani Olmo         |  |       |
| Cầu thủ dự bị:    |    |                   |  |       |
| DF                | 5  | Jesús Vallejo     |  | 23'   |
| MF                | 15 | Jon Moncayola     |  | 45+1' |
| FW                | 9  | Rafa Mir          |  | 68'   |
| MF                | 21 | Bryan Gil         |  | 68'   |
| MF                | 14 | Carlos Soler      |  | 68'   |
| Huấn luyện viên:  |    |                   |  |       |
| Luis de la Fuente |    |                   |  |       |

| Trợ lý trọng tài: Ahmad Al-Roalle (Jordan) Mohammad Al-Kalaf (Jordan) Trọng tài thứ tư: Kimura Hiroyuki (Nhật Bản) Trợ lý trọng tài video: Abdulla Al-Marri (Qatar) Trợ lý trọng tài video bổ sung: Wagner Reway (Brasil) |

### Argentina v Úc
| Argentina | 0–2                              | Úc                      |
| --------- | -------------------------------- | ----------------------- |
|           | Chi tiết (TOCOG) Chi tiết (FIFA) | - Wales 14' - Tilio 80' |

| Argentina | Úc |

| GK               | 1  | Jeremías Ledesma    |             |     |
| RB               | 4  | Hernán de la Fuente |             | 62' |
| CB               | 2  | Nehuén Pérez (c)    |             |     |
| CB               | 14 | Facundo Medina      | 67'         |     |
| LB               | 19 | Francisco Ortega    | 45+2' 45+3' |     |
| CM               | 5  | Fausto Vera         |             |     |
| CM               | 8  | Santiago Colombatto |             | 78' |
| RW               | 21 | Carlos Valenzuela   |             | 46' |
| AM               | 10 | Alexis Mac Allister |             | 78' |
| LW               | 11 | Ezequiel Barco      |             | 82' |
| CF               | 9  | Adolfo Gaich        | 63'         |     |
| Cầu thủ dự bị:   |    |                     |             |     |
| FW               | 18 | Ezequiel Ponce      | 85'         | 46' |
| DF               | 13 | Marcelo Herrera     |             | 62' |
| MF               | 17 | Tomás Belmonte      |             | 78' |
| MF               | 16 | Martín Payero       |             | 78' |
| FW               | 15 | Pedro de la Vega    |             | 82' |
| Huấn luyện viên: |    |                     |             |     |
| Fernando Batista |    |                     |             |     |

| GK               | 1  | Tom Glover          |       |     |
| RB               | 2  | Nathaniel Atkinson  | 48'   |     |
| CB               | 14 | Thomas Deng (c)     |       |     |
| CB               | 5  | Harry Souttar       | 86'   |     |
| LB               | 16 | Joel King           |       |     |
| CM               | 8  | Riley McGree        | 45+3' | 79' |
| CM               | 17 | Connor Metcalfe     | 50'   |     |
| CM               | 10 | Denis Genreau       | 56'   | 89' |
| RF               | 20 | Lachlan Wales       |       | 72' |
| CF               | 12 | Mitchell Duke       | 32'   |     |
| LF               | 11 | Daniel Arzani       |       | 79' |
| Cầu thủ dự bị:   |    |                     |       |     |
| MF               | 15 | Caleb Watts         | 90+1' | 72' |
| FW               | 19 | Marco Tilio         |       | 79' |
| FW               | 9  | Nicholas D'Agostino |       | 79' |
| MF               | 6  | Keanu Baccus        |       | 89' |
| Huấn luyện viên: |    |                     |       |     |
| Graham Arnold    |    |                     |       |     |

| Trợ lý trọng tài: Uros Stojkovic (Serbia) Milan Mihajlovic (Serbia) Trọng tài thứ tư: Kimura Hiroyuki (Nhật Bản) Trợ lý trọng tài video: Tiago Martins (Bồ Đào Nha) Trợ lý trọng tài video bổ sung: Muhammad Taqi (Singapore) |

### Ai Cập v Argentina
| Ai Cập | 0–1                              | Argentina  |
| ------ | -------------------------------- | ---------- |
|        | Chi tiết (TOCOG) Chi tiết (FIFA) | Medina 52' |

| Ai Cập | Argentina |

| GK                  | 1  | Mohamed El Shenawy   |  |     |
| CB                  | 4  | Osama Galal          |  | 79' |
| CB                  | 6  | Ahmed Hegazi (c)     |  |     |
| CB                  | 18 | Mahmoud Hamdy        |  |     |
| RWB                 | 13 | Karim El Eraki       |  | 46' |
| LWB                 | 20 | Ahmed Abou El Fotouh |  |     |
| CM                  | 12 | Akram Tawfik         |  |     |
| CM                  | 2  | Amar Hamdy           |  | 60' |
| RF                  | 7  | Salah Mohsen         |  | 60' |
| CF                  | 14 | Ahmed Yasser Rayyan  |  |     |
| LF                  | 10 | Ramadan Sobhi        |  |     |
| Vào sân thay người: |    |                      |  |     |
| MF                  | 3  | Karim Fouad          |  | 46' |
| FW                  | 9  | Taher Mohamed        |  | 60' |
| FW                  | 11 | Ibrahim Adel         |  | 60' |
| MF                  | 8  | Nasser Maher         |  | 79' |
| Huấn luyện viên:    |    |                      |  |     |
| Shawky Gharieb      |    |                      |  |     |

| GK                  | 1  | Jeremías Ledesma    |     |     |
| RB                  | 4  | Hernán de la Fuente |     |     |
| CB                  | 2  | Nehuén Pérez (c)    | 86' |     |
| CB                  | 14 | Facundo Medina      |     |     |
| LB                  | 3  | Claudio Bravo       |     |     |
| CM                  | 16 | Martín Payero       |     | 79' |
| CM                  | 5  | Fausto Vera         |     |     |
| RW                  | 15 | Pedro de la Vega    | 84' |     |
| AM                  | 10 | Alexis Mac Allister |     | 89' |
| LW                  | 11 | Ezequiel Barco      |     | 62' |
| CF                  | 9  | Adolfo Gaich        |     | 62' |
| Vào sân thay người: |    |                     |     |     |
| MF                  | 7  | Agustín Urzi        |     | 62' |
| FW                  | 18 | Ezequiel Ponce      | 72' | 62' |
| MF                  | 17 | Tomás Belmonte      | 84' | 79' |
| MF                  | 20 | Thiago Almada       |     | 89' |
| Huấn luyện viên:    |    |                     |     |     |
| Fernando Batista    |    |                     |     |     |

| Trợ lý trọng tài: Martin Margaritov (Bulgaria) Diyan Valkov (Bulgaria) Trọng tài thứ tư: Kimura Hiroyuki (Nhật Bản) Trợ lý trọng tài video: Abdulla Al-Marri (Qatar) Trợ lý trọng tài video bổ sung: Chris Penso (Hoa Kỳ) |

### Úc v Tây Ban Nha
| Úc | 0–1                              | Tây Ban Nha     |
| -- | -------------------------------- | --------------- |
|    | Chi tiết (TOCOG) Chi tiết (FIFA) | - Oyarzabal 81' |

| Úc | Tây Ban Nha |

| GK                  | 1  | Tom Glover          |       |     |
| RB                  | 2  | Nathaniel Atkinson  | 90+5' |     |
| CB                  | 14 | Thomas Deng (c)     |       | 83' |
| CB                  | 5  | Harry Souttar       |       |     |
| LB                  | 16 | Joel King           |       |     |
| RM                  | 20 | Lachlan Wales       | 43'   | 63' |
| CM                  | 10 | Denis Genreau       |       | 72' |
| CM                  | 17 | Connor Metcalfe     |       |     |
| LM                  | 11 | Daniel Arzani       |       | 63' |
| SS                  | 8  | Riley McGree        | 52'   | 73' |
| CF                  | 12 | Mitchell Duke       | 57'   |     |
| Vào sân thay người: |    |                     |       |     |
| FW                  | 19 | Marco Tilio         |       | 63' |
| DF                  | 3  | Kye Rowles          |       | 63' |
| MF                  | 15 | Caleb Watts         |       | 72' |
| MF                  | 6  | Keanu Baccus        |       | 73' |
| FW                  | 9  | Nicholas D'Agostino |       | 83' |
| Huấn luyện viên:    |    |                     |       |     |
| Graham Arnold       |    |                     |       |     |

| GK                  | 1  | Unai Simón          | 90+1' |     |
| RB                  | 18 | Óscar Gil           | 3'    | 77' |
| CB                  | 12 | Eric García         |       |     |
| CB                  | 4  | Pau Torres          |       |     |
| LB                  | 3  | Marc Cucurella      |       |     |
| DM                  | 6  | Martín Zubimendi    |       |     |
| CM                  | 14 | Carlos Soler        |       | 68' |
| CM                  | 16 | Pedri               |       |     |
| RF                  | 17 | Javi Puado          |       | 57' |
| CF                  | 11 | Mikel Oyarzabal (c) |       |     |
| LF                  | 19 | Dani Olmo           |       |     |
| Vào sân thay người: |    |                     |       |     |
| FW                  | 21 | Bryan Gil           |       | 57' |
| FW                  | 7  | Marco Asensio       |       | 68' |
| FW                  | 9  | Rafa Mir            |       | 77' |
| Huấn luyện viên:    |    |                     |       |     |
| Luis de la Fuente   |    |                     |       |     |

| Trợ lý trọng tài: Mohammed Ibrahim (Sudan) Gilbert Cheruiyot (Kenya) Trọng tài thứ tư: Kimura Hiroyuki (Nhật Bản) Trợ lý trọng tài video: Bibiana Steinhaus (Đức) Trợ lý trọng tài video bổ sung: Muhammad Taqi (Singapore) |

### Úc v Ai Cập
| Úc | 0–2                              | Ai Cập                  |
| -- | -------------------------------- | ----------------------- |
|    | Chi tiết (TOCOG) Chi tiết (FIFA) | - Rayan 44' - Hamdy 85' |

| Úc | Ai Cập |

| GK                  | 1  | Tom Glover          |     |       |
| CB                  | 14 | Thomas Deng (c)     |     |       |
| CB                  | 5  | Harry Souttar       |     |       |
| CB                  | 3  | Kye Rowles          |     |       |
| RWB                 | 13 | Dylan Pierias       |     | 46'   |
| LWB                 | 16 | Joel King           |     |       |
| RM                  | 20 | Lachlan Wales       |     | 63'   |
| CM                  | 10 | Denis Genreau       |     | 46'   |
| CM                  | 17 | Connor Metcalfe     |     | 90+2' |
| LM                  | 19 | Marco Tilio         |     |       |
| CF                  | 9  | Nicholas D'Agostino |     | 90+2' |
| Vào sân thay người: |    |                     |     |       |
| MF                  | 6  | Keanu Baccus        | 77' | 46'   |
| FW                  | 11 | Daniel Arzani       |     | 46'   |
| DF                  | 4  | Rich-Baghuelou      |     | 63'   |
| MF                  | 21 | Cameron Devlin      |     | 90+2' |
| MF                  | 15 | Caleb Watts         |     | 90+2' |
| Huấn luyện viên:    |    |                     |     |       |
| Graham Arnold       |    |                     |     |       |

| GK                  | 1  | Mohamed El Shenawy   |       |       |
| CB                  | 4  | Osama Galal          |       |       |
| CB                  | 6  | Ahmed Hegazi (c)     |       |       |
| CB                  | 18 | Mahmoud Hamdy        |       |       |
| RWB                 | 13 | Karim El Eraki       |       |       |
| LWB                 | 20 | Ahmed Abou El Fotouh |       |       |
| CM                  | 9  | Taher Mohamed        |       | 79'   |
| CM                  | 12 | Akram Tawfik         | 36'   | 90+1' |
| CM                  | 10 | Ramadan Sobhi        |       | 90+1' |
| CF                  | 7  | Salah Mohsen         |       | 61'   |
| CF                  | 14 | Ahmed Yasser Rayyan  |       | 79'   |
| Vào sân thay người: |    |                      |       |       |
| MF                  | 2  | Amar Hamdy           | 90+3' | 61'   |
| FW                  | 21 | Nasser Mansi         |       | 79'   |
| FW                  | 11 | Ibrahim Adel         |       | 79'   |
| MF                  | 15 | Emam Ashour          |       | 90+1' |
| MF                  | 8  | Nasser Maher         |       | 90+1' |
| Huấn luyện viên:    |    |                      |       |       |
| Shawky Gharieb      |    |                      |       |       |

| Trợ lý trọng tài: Rui Tavares (Bồ Đào Nha) Paulo Santos (Bồ Đào Nha) Trọng tài thứ tư: Jesús Valenzuela (Venezuela) Trợ lý trọng tài video: Paweł Raczkowski (Ba Lan) Giám sát trợ lý trọng tài video: Phó Minh (Trung Quốc) |

### Tây Ban Nha v Argentina
| Tây Ban Nha  | 1–1                              | Argentina      |
| ------------ | -------------------------------- | -------------- |
| - Merino 66' | Chi tiết (TOCOG) Chi tiết (FIFA) | - Belmonte 87' |

| Tây Ban Nha | Argentina |

| GK                  | 1  | Unai Simón       |     |     |
| RB                  | 18 | Óscar Gil        | 82' | 88' |
| CB                  | 12 | Eric García      |     |     |
| CB                  | 4  | Pau Torres       |     |     |
| LB                  | 3  | Marc Cucurella   |     |     |
| CM                  | 8  | Mikel Merino (c) |     | 88' |
| CM                  | 6  | Martín Zubimendi |     |     |
| CM                  | 16 | Pedri            |     | 74' |
| RF                  | 7  | Marco Asensio    |     |     |
| CF                  | 11 | Mikel Oyarzabal  |     | 74' |
| LF                  | 19 | Dani Olmo        |     | 85' |
| Vào sân thay người: |    |                  |     |     |
| FW                  | 9  | Rafa Mir         |     | 74' |
| MF                  | 14 | Carlos Soler     |     | 74' |
| MF                  | 21 | Bryan Gil        |     | 85' |
| DF                  | 5  | Jesús Vallejo    |     | 88' |
| DF                  | 15 | Jon Moncayola    |     | 88' |
| Huấn luyện viên:    |    |                  |     |     |
| Luis de la Fuente   |    |                  |     |     |

| GK                  | 1  | Jeremías Ledesma    |       |     |
| RB                  | 13 | Marcelo Herrera     |       |     |
| CB                  | 2  | Nehuén Pérez (c)    | 9'    |     |
| CB                  | 14 | Facundo Medina      |       |     |
| LB                  | 3  | Claudio Bravo       | 81'   | 83' |
| CM                  | 17 | Tomás Belmonte      |       |     |
| CM                  | 5  | Fausto Vera         | 53'   | 55' |
| RW                  | 7  | Agustín Urzi        |       | 70' |
| AM                  | 10 | Alexis Mac Allister |       | 55' |
| LW                  | 11 | Ezequiel Barco      |       | 46' |
| CF                  | 9  | Adolfo Gaich        |       |     |
| Vào sân thay người: |    |                     |       |     |
| FW                  | 15 | Pedro de la Vega    |       | 46' |
| MF                  | 16 | Martín Payero       | 61'   | 55' |
| MF                  | 8  | Santiago Colombatto | 58'   | 55' |
| MF                  | 20 | Thiago Almada       |       | 70' |
| DF                  | 6  | Leonel Mosevich     | 90+2' | 83' |
| Huấn luyện viên:    |    |                     |       |     |
| Fernando Batista    |    |                     |       |     |

| Trợ lý trọng tài: Corey Parker (Hoa Kỳ) Kyle Atkins (Hoa Kỳ) Trọng tài thứ tư: Adham Makhadmeh (Jordan) Trợ lý trọng tài video: Chris Penso (Hoa Kỳ) Giám sát trợ lý trọng tài video: Abdulla Al-Marri (Qatar) |

## Kỷ luật
Điểm đoạt giải phong cách sẽ được sử dụng như một tiêu chí nếu tổng thể và kỷ lục đối đầu của các đội tuyển được cân bằng. Số thẻ này được tính dựa trên số thẻ vàng và thẻ đỏ nhận được trong tất cả các trận đấu bảng như sau:
- thẻ vàng đầu tiên: trừ 1 điểm;
- thẻ đỏ gián tiếp (thẻ vàng thứ hai): trừ 3 điểm;
- thẻ đỏ trực tiếp: trừ 4 điểm;
- thẻ vàng và thẻ đỏ trực tiếp: trừ 5 điểm;

Chỉ có một trong các khoản khấu trừ trên được áp dụng cho một cầu thủ trong một trận đấu.
| Đội tuyển   | Trận 1   | Trận 1                                    | Trận 1 | Trận 1            | Trận 2   | Trận 2                                    | Trận 2 | Trận 2            | Trận 3   | Trận 3                                    | Trận 3 | Trận 3            | Điểm |
| Đội tuyển   | Thẻ vàng | Thẻ vàng · Thẻ vàng-đỏ (thẻ đỏ gián tiếp) | Thẻ đỏ | Thẻ vàng · Thẻ đỏ | Thẻ vàng | Thẻ vàng · Thẻ vàng-đỏ (thẻ đỏ gián tiếp) | Thẻ đỏ | Thẻ vàng · Thẻ đỏ | Thẻ vàng | Thẻ vàng · Thẻ vàng-đỏ (thẻ đỏ gián tiếp) | Thẻ đỏ | Thẻ vàng · Thẻ đỏ | Điểm |
| ----------- | -------- | ----------------------------------------- | ------ | ----------------- | -------- | ----------------------------------------- | ------ | ----------------- | -------- | ----------------------------------------- | ------ | ----------------- | ---- |
| Tây Ban Nha |          |                                           |        |                   | 2        |                                           |        |                   | 1        |                                           |        |                   | –3   |
| Ai Cập      | 4        |                                           |        |                   |          |                                           |        |                   | 2        |                                           |        |                   | –6   |
| Úc          | 7        |                                           |        |                   | 4        |                                           |        |                   | 1        |                                           |        |                   | –12  |
| Argentina   | 3        | 1                                         |        |                   | 4        |                                           |        |                   | 6        |                                           |        |                   | –16  |